# Thể thao mùa đông

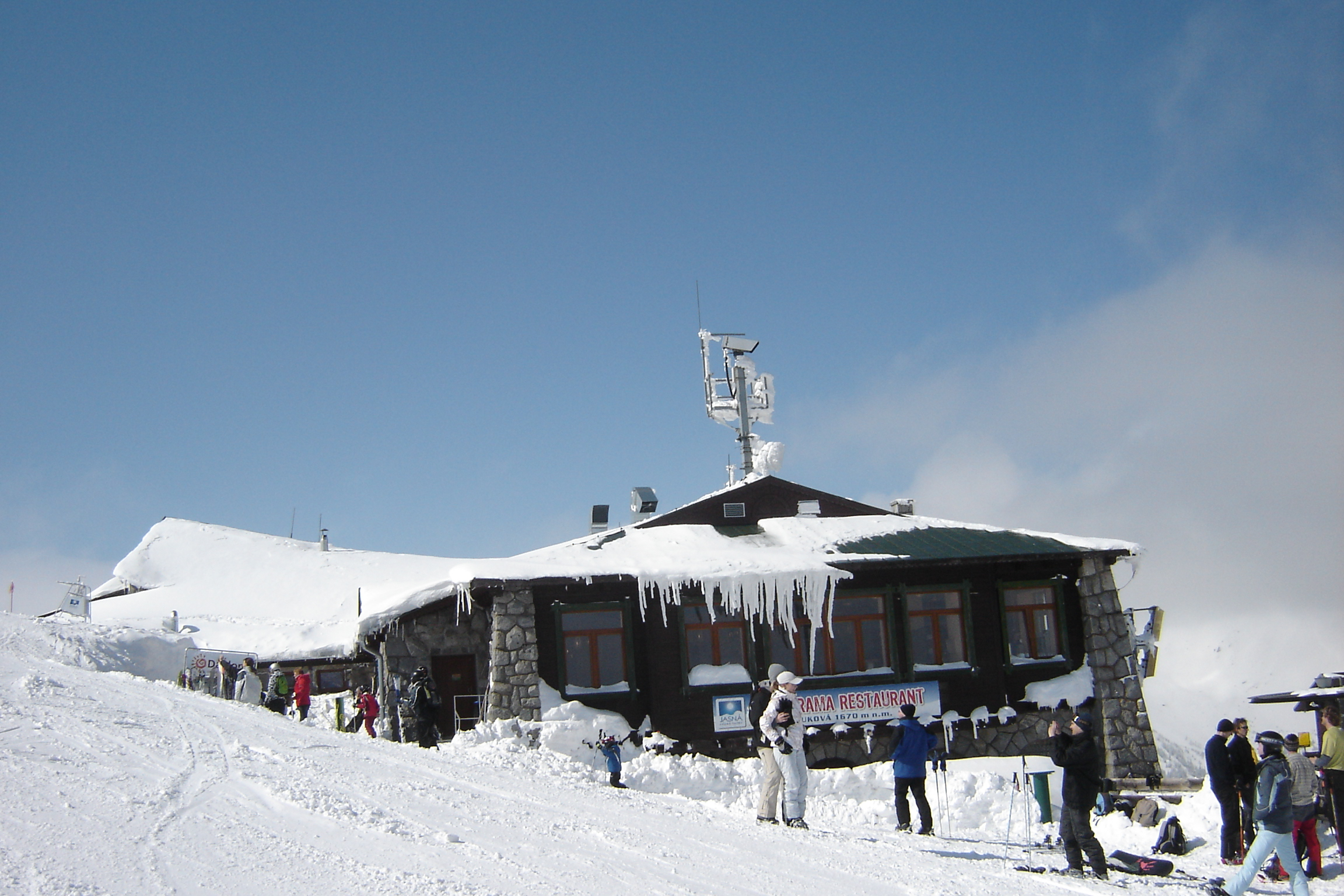
Khu nghỉ dưỡng trượt tuyết Jasná ở miền Trung Slovakia

Thể thao mùa đông hoặc các hoạt động mùa đông là các môn thể thao cạnh tranh hoặc các hoạt động giải trí không cạnh tranh được chơi trên tuyết hoặc băng. Hầu hết là các biến thể của trượt tuyết, trượt băng và trượt sled. Theo truyền thống, những trò chơi như vậy chỉ được chơi ở những vùng lạnh trong mùa đông, nhưng tuyết nhân tạo và băng nhân tạo cho phép linh hoạt hơn. Băng nhân tạo có thể được sử dụng để cung cấp sân trượt băng cho trượt băng, khúc côn cầu trên băng và bandy trong khí hậu ôn hòa hơn.
Các môn thể thao cá nhân phổ biến bao gồm trượt tuyết xuyên quốc gia, trượt tuyết trên núi cao, trượt tuyết, nhảy trượt tuyết, trượt băng tốc độ, trượt băng nghệ thuật, luge, skeleton, bobsleigh, định hướng trượt tuyết và snowmobiling. Các môn thể thao đồng đội phổ biến bao gồm khúc côn cầu trên băng, bi đá trên băng và bandy. Dựa trên số lượng người tham gia, khúc côn cầu trên băng cho đến nay là môn thể thao mùa đông phổ biến nhất thế giới, tiếp theo là bandy. môn thể thao mùa đông có các sự kiện đa thể thao của riêng họ, chẳng hạn như Thế vận hội Olympic mùa đông và Đại hội thể thao Đại học mùa đông.